# Иполит Воробянинов
Иполит Матвеевич Воробянинов е персонаж от романа „Дванайсетте стола“ (1928) на Иля Илф и Евгений Петров.

## Биография
Произхожда от дворянско потекло, но след революцията през 1917 г. отива да живее в околийския град Н. (малко провинциално населено място). Там работи в Отдела за гражданско състояние, където се занимава с вписвания и регистрации на настъпила смърт и сключени бракове. Той живее заедно със своята тъща, Клавдия Ивановна Петухова.
Промяната в иначе монотонния живот на Воробянинов идва след внезапната смърт на тъщата му. В предсмъртния си момент мадам Петухова разкрива на зет си дълбоко пазена тайна. Клавдия Ивановна е скрила дореволюционното си семейно съкровище в един от дванайсетте стола, мебелна гарнитура, направена от майстор Гамбс. Преследването на всеки един от столовете е в основата на сюжета на „Дванайсетте стола“.
След запознанството си с Остап Бендер, те сключват концесия и заедно тръгват да търсят загубеното съкровище. Бендер назовава сподвижника си по много начини – „фелдмаршал“, „предводител на команчите“ и пр., но често се обръща към него с Писе – прозвището на Воробянинов от детинство.
За съдбата на Иполит Матвеевич след събитията, описани в романа „Дванайсетте стола“, няма никакви данни. В края на романа той се проявява като хладнокръвен убиец.

## Външност и характер
Още в първите глави от романа „Дванайсетте стола“ Иполит Матвеевич е описван като висок (около 185 см) сух старик, 52-годишен, носещ вехти дрехи, който вместо очила носи пенсне.
Преди да замине от околийския град Н., той боядисва косата и мустаците си в „радикално черен цвят“. На другата сутрин, след като се измива, той се оказва със зелена коса и мустаци. За да продължи своето пътуване, му се налага да си избръсне главата и мустаците.
Важна постоянна черта в характера му е сутрешният поздрав, които разкрива настроение, с което се е събудил. Ако сутрин поздрави с „бонжур“ (от фр. bonjour), то той е в „добро разположение на духа“, а ако първите му думи са „гут морген“ (от нем. guten Morgen) – той усеща, че петдесет и двете му години не са шега.
В приключенията, в които се впуска заедно с Бендер, той е страхлив и нерешителен. Когато се изправи пред трудност, изпада в паника. Осъзнава своята безпомощност без комбинатора, но не го признава. Върховна проява на характер е решението да извърши убийство.

## Преди „Дванайсетте стола“
В първоначалната пълна версия на романа (Илф и Петров са правили много поправки на книгите си) са дадени много подробности за предишния живот на Иполит Матвеевич. За описанието му е била отделена цяла глава, в която образът му е представен като романтик-авантюрист. Ако се приеме, че информацията от тази глава е вярна, то Писе е роден през 1875 г. в Старгород в семейството на Матвей Александрович.
Скандално събитие в живота му е любовен роман с жената на окръжния прокурор Елена Станиславовна Боур, който приключва със заминаването му за Париж.
През 1911 г. Воробянинов се жени за дъщерята на съседа си – богатия помешчик Петухов.
По-нататък в текста са обрисувани различни сцени, които изразяват негови мечти и желания. Те са неосъществими и са плод на развинтената му фантазия.
Този поглед върху образа на Писе го представя повече като трагичен герой.